# Задорожнє (Запорізький район)
Задоро́жнє — село в Україні, у Запорізькому районі Запорізької області. Входить до складу Павлівської сільської громади. 
Площа села – 68,4 га. Кількість дворів – 48, кількість населення на 01.01.2007 р.  –  75 чол.

## Географія
Село Задорожнє знаходиться на відстані 1,5 км від сіл Резедівка, Поди і Новомихайлівське. Поруч проходить автомобільна дорога Н15.
Село розташоване за 9 км від міста Вільнянськ за 34 км від обласного центра. Найближча залізнична станція – платформа 1074 км – знаходиться за 4 км від села.

## Історія
Задорожнє утворилось як хутір на початку XX ст., перші назви – хутір Селянський, Труд.
7 (20) листопада 1917 року, відповідно до Третього Універсалу Української Центральної Ради, увійшло до складу Української Народної Республіки.
Внаслідок поразки Перших визвольних змагань село надовго окуповане більшовицькими загарбниками.
В 1932-1933 селяни пережили сталінський геноцид.
День села досі відзначається 21 вересня; в цей день 1943 року село в ході німецько-радянської війни було захоплене радянськими військами. Поблизу села знаходиться братська могила вояків Червоної армії і жертв нацизму.
З 24 серпня 1991 року село входить до складу незалежної України.
До 2016 року входило до складу Павлівської сільської ради.
12 червня 2020 року, відповідно до розпорядження Кабінету Міністрів України № 713-р «Про визначення адміністративних центрів та затвердження територій територіальних громад Запорізької області», село увійшло до складу Павлівської сільської територіальної громади.
19 липня 2020 року, в результаті адміністративно-територіальної реформи та ліквідації Вільнянського району, село увійшло до складу новоутвореного Запорізького району.

## Населення

### Мова
Розподіл населення за рідною мовою за даними перепису 2001 року:
| Мова            | Кількість | Відсоток |
| --------------- | --------- | -------- |
| українська      | 71        | 81.61%   |
| російська       | 15        | 17.24%   |
| інші/не вказали | 1         | 1.15%    |
| Усього          | 87        | 100%     |